# Luxemburg op het Eurovisiesongfestival 1986
Luxemburg nam deel aan het Eurovisiesongfestival 1986 in Bergen, Noorwegen. Het was de dertigste deelname van het land aan het Eurovisiesongfestival.

## Selectieprocedure
Net zoals een jaar eerder, werd in 1986 gekozen voor een interne selectie door de nationale omroep. Er werd gekozen voor de zangeres Sherisse Laurence met het lied L'amour de ma vie.

## In Bergen
Op het songfestival trad Luxemburg als 1ste aan, voor Joegoslavië. Op het einde van de puntentelling bleek dat Laurence op een derde plaats was geëindigd met 117 punten. Men ontving ook tweemaal het maximum van de punten. Nederland gaf 8 punten en België 10 punten aan deze inzending.

### Gekregen punten

#### Finale
| 12 punten               | 10 punten                      | 8 punten                                               | 7 punten                   | 6 punten   |
| ----------------------- | ------------------------------ | ------------------------------------------------------ | -------------------------- | ---------- |
| - Duitsland - Noorwegen | - België - Oostenrijk - Zweden | - Cyprus - Frankrijk - Nederland - Verenigd Koninkrijk | - Ierland                  | - Portugal |
| 5 punten                | 4 punten                       | 3 punten                                               | 2 punten                   | 1 punt     |
| - Joegoslavië           | - Finland - Israël             |                                                        | - Denemarken - Zwitserland | - IJsland  |

### Punten gegeven door Luxemburg

#### Finale
Punten gegeven in de finale:
| 12 punten | Zwitserland         |
| 10 punten | België              |
| 8 punten  | Duitsland           |
| 7 punten  | Spanje              |
| 6 punten  | Turkije             |
| 5 punten  | Zweden              |
| 4 punten  | Verenigd Koninkrijk |
| 3 punten  | Ierland             |
| 2 punten  | Joegoslavië         |
| 1 punt    | Nederland           |

1956 · 1957 · 1958 · 1959 · 1960 · 1961 · 1962 · 1963 · 1964 · 1965 · 1966 · 1967 · 1968 · 1969 · 1970 · 1971 · 1972 · 1973 · 1974 · 1975 · 1976 · 1977 · 1978 · 1979 · 1980 · 1981 · 1982 · 1983 · 1984 · 1985 · 1986 · 1987 · 1988 · 1989 · 1990 · 1991 · 1992 · 1993 · 1994-2023 · 2024 · 2025